# Stéphane Ferrara
Pour les articles homonymes, voir Ferrara.
Stéphane Ferrara est un acteur et ancien boxeur français, né le 25 décembre 1956 à Paris.

## Carrière de boxeur
Champion de France professionnel des poids moyens en 1982 après avoir battu Jacques Chinon, il devient challenger no 1 pour le titre européen mais est battu par Louis Acariès le 5 août 1983. Il se retire des rings l'année suivante avec à son palmarès 22 victoires contre 2 défaites et 2 matchs nuls.

## Filmographie

### Acteur

#### Cinéma
- 1982 : L'As des as de Gérard Oury : Micholo, un boxeur
- 1983 : Édith et Marcel de Claude Lelouch : un boxeur
- 1983 : Le Marginal de Jacques Deray : l'indic assassiné
- 1984 : Le Cowboy de Georges Lautner : Chino
- 1985 : Le téléphone sonne toujours deux fois de Jean-Pierre Vergne
- 1985 : Détective de Jean-Luc Godard : Tiger Jones
- 1985 : Parole de flic de José Pinheiro : Abel Salem
- 1985 : Cinématon #511 de Gérard Courant (court-métrage)
- 1986 : La Nuit du risque de Sergio Gobbi : Stéphane Carnato
- 1986 : Mon bel amour, ma déchirure de José Pinheiro : Patrick
- 1988 : Voulez-vous mourir avec moi ? (Der Kuss des Tigers) de Petra Haffter : Peter
- 1988 : Domino d'Ivana Massetti : Paul Du Lac
- 1988 : Cinématon #1020 de Gérard Courant (court-métrage) : lui-même
- 1990 : Le Trésor des îles Chiennes de François-Jacques Ossang : Ponthans
- 1991 : Paprika de Tinto Brass : Rocco
- 1991 : Toubab Bi de Moussa Touré : Jean-Michel
- 1991 : Passi sulla luna de Claudio Antonini
- 1991 : Un amore sconosciuto de Gianni Amico:  Frederick
- 1992 : Saint Tropez, Saint Tropez de Franco Castellano et Giuseppe Moccia : Luigi
- 1992 : Tutti gli uomini di Sara de Gianpaolo Tescari : Nicolas
- 1993 : Marie de Marian Handwerker : Paulo
- 1993 : Portgali i miei saluti… avanzi di galera de Gianna Maria Garbelli : Francis
- 1993 : Alto rischio de Stelvio Massi : Mike
- 1994 : La Piste bulgare (La pista bulgara) de Stelvio Massi : Marc
- 1995 : État des lieux de Jean-François Richet : Uzi
- 1995 : Les Misérables de Claude Lelouch : un policier
- 1995 : La Strana storia di Olga ‘O’ d’Antonio Bonifacio : inspecteur Michael Manning
- 1996 : Un caso d’amore de Riccardo Sesani : le juge Rossi
- 1996 : La Balena azzura d’Alessandro Cavalletti :
- 1997 : Docteur Chance de François-Jacques Ossang : Frankie Dupont
- 1997 : Question d’honneur de Richard Aujard (court-métrage) : Frankie Dupont
- 1999 : La révolution sexuelle n'a pas eu lieu de Judith Cahen : le directeur de Radio Véga
- 1999 : Un pur moment de rock'n roll de Manuel Boursinhac : l'Eurasien
- 2001 : Le Bifteck de Franck Verrecchia (court-métrage)
- 2002 : And now... Ladies and Gentlemen de Claude Lelouch : le boxeur Sam Hernandez
- 2002 : La Mentale de Manuel Boursinhac : Prosper
- 2003 : Fureur de Karim Dridi : Féfé
- 2003 : Vendues de Jean-Claude Jean : Ravanelli
- 2004 : Alexandre (Alexander) d'Oliver Stone : un commandant de Bactriane
- 2005 : Crochet au cœur de Frank Verrecchia (court-métrage) :
- 2010 : Dharma Guns de F. J. Ossang : Arthur Strike
- 2011 : De force de Frank Henry : Kader Benassa
- 2017 : Laissez bronzer les cadavres ! de Hélène Cattet et Bruno Forzani : Rhino
- 2017 : Chronologia Human d’Erik Blanc : Stef
- 2022 : Flash Drive d'Arnaud Toussaint : Prêtre Daniel

#### Télévision
- 1987 : Vaines recherches de Nicolas Ribowski (téléfilm) : Charles
- 1987 : Le Gâchis (Lo Scialo) de Franco Rossi (mini-série) : Adamo
- 1988 : Sueurs froides, épisode Coup de pouce de Josée Dayan (série) : Laurent
- 1989 : Rally, épisode Oltre ogni limite de Sergio Martino (mini-série ) : Erik
- 1989 : Disperatamente Giulia d'Enrico Maria Salerno (mini-série) : Leo Rovelli
- 1991 : Navarro, épisode Billets de sang de Josée Dayan (série) : Théo Falcone
- 1991 : Le Gang des tractions, épisode L'Homme aux chiens de Josée Dayan (mini-série) : Moko
- 1991 : Safari de Roger Vadim (téléfilm) : Marco Martelli
- 1991 : Lola et quelques autres, épisode Lili ou le miroir de la jeunesse (série) : l'amant de Lili, jeune
- 1992 : Adieu mon fils (Solo per dirti addio) de Sergio Sollima (téléfilm) :
- 1994 : La Guerre des privés, épisode Tchao poulet de Josée Dayan (téléfilm) : Costa
- 1994 : Le JAP, juge d'application des peines, épisode Point de rupture de Franck Apprederis (série) : Tadeski
- 1995 : Nestor Burma saison 4, épisode 2 Nestor Burma et le Monstre d’Alain Schwarzstein (série) : Germinal
- 1995 : Rocca, épisode Coup de cœur de Paul Planchon (série) : Arturo
- 1996 : Vice vertu et vice versa de Françoise Romand (téléfilm) :
- 1999 : Les Cordier, juge et flic, saison 6, épisode 1 Trahie par les siens de Paul Planchon (série) : Mario Moretti
- 1999 : Les Étrangers de Philippe Faucon (téléfilm) : le capitaine
- 2000 : Sandra et les siens, épisodes Premières armes et Les Cathédrales du silence de Paul Planchon (série) : Dantec
- 2005 : Mission protection rapprochée, épisode Trois en un de Dennis Berry (série) : Janvion
- 2006 : Commissaire Valence, épisode Passeport diplomatique de Nicolas Herdt (série) : Wald
- 2006 : Commissaire Moulin, épisode La Dernière affaire d’Yves Rénier (série) : Franck Leoni
- 2010 : Engrenages, saison 3, épisode 6 de Manuel Boursinhac (série) : le client à la sale gueule

#### Clip
- 1988 : First We Take Manhattan de Leonard Cohen, réalisé par Dominique Issermann

### Réalisateur
- 2003 : Ainsi va le vent. Court métrage, 16 min
- 2005 : Monte tes mains... Amore mio. Documentaire, 52 min
- 2009 : Rêves de Médailles. Long métrage, 90 min